# کیک کریسمس
کیک کریسمس (به انگلیسی: Christmas cake)، یک نوع کیک است که برای جشن کریسمس درست می‌شود. در برخی از کشورها که این رسم به تازگی رواج پیدا کرده‌است، مانند کشور ژاپن از کیک اسفنجی تهیه شده و با خامه و عروسک‌هایی شبیه بابا نوئل و خانه‌های کوچک شکلاتی یا مدلی از درخت کاج از پلاستیک و غیره آذین می‌شود. در کشورهایی که این جشن در آنها یک آیین دیرینه است معمولاً هر یک دارای یک کیک ویژه سنتی کریسمس هستند. برای نمونه در انگلستان کیک آلو در فرانسه، رولت کریسمس و در آلمان، اشتولن و لب‌کوخن کیک سنتی کریسمس است.